# Bob Gunton
Robert Patrick Gunton Jr. (* 15. November 1945 in Santa Monica, Kalifornien) ist ein US-amerikanischer Film- und Theaterschauspieler.

## Leben und Wirken
Gunton wurde als Sohn von Rose Marie Banovetz und Robert Patrick Gunton Sr. geboren, einem Gewerkschaftsführer. Er besuchte die Mater Dei High School in Santa Ana, das Paulisten-Seminar des St. Peter’s College in Baltimore und die University of California in Irvine. Als gläubiger Katholik hatte Gunton ursprünglich geplant Priester zu werden. Zwischen 1969 und 1971 diente Gunton bei der United States Army und nahm während dieser Zeit am Vietnamkrieg teil; für seinen Einsatz erhielt er einen Bronze Star für Tapferkeit und die Vietnam Service Medal.
Nach dem Ende seiner Dienstzeit wirkte Gunton zu Beginn seiner Karriere am Broadway in verschiedenen Musicals mit. So verkörperte er unter anderem 1980 die Rolle des Juan Peron in der Broadway-Version von Evita. Für seine Darstellung wurde er mit dem Drama Desk Award und einem Tony Award ausgezeichnet. Eine weitere Tony-Nominierung erhielt Gunton 1990 für seine Verkörperung der Titelrolle in Sweeney Todd.
Seit 1981 steht Gunton auch vor der Filmkamera. Sein Filmdebüt hatte er in dem Thriller Das Rollover-Komplott von Alan J. Pakula. 1994 war er neben Tim Robbins und Morgan Freeman als Gefängnisdirektor Norton in dem Film-Drama Die Verurteilten zu sehen. 2009 spielte Gunton den Stabschef der Präsidentin in der Fernsehserie 24.
Vom 6. Juli 1980 bis 2006 war Gunton mit der Filmschauspielerin Annie McGreevey verheiratet, mit der er eine gemeinsame Tochter hat. 2006 wurde die Ehe geschieden und er heiratete im selben Jahr Carey Pitts Gunton.

## Filmografie (Auswahl)
- 1981: Das Rollover-Komplott (Rollover)
- 1985: Vietnam-Veteranen: Soldiers in Hiding (Dokumentarfilm, Sprecher)
- 1987: Jack, der Aufreißer (The Pick-Up Artist)
- 1988: Miami Vice (Fernsehserie, Folge 5x03 Heart of Night)
- 1989: Geboren am 4. Juli (Born on the Fourth of July)
- 1989: Glory
- 1989: Cookie
- 1990: Law & Order (Fernsehserie, Folge 1x05 Happily Ever After)
- 1991: Raumschiff Enterprise – Das nächste Jahrhundert (Star Trek: The Next Generation, Fernsehserie, Folge 4x12 The Wounded)
- 1991: JFK – Tatort Dallas (JFK)
- 1991: Operation Haifisch – Lautlos kommt der Tod (Mission of the Shark: The Saga of the U.S.S. Indianapolis, Fernsehfilm)
- 1992: Jennifer 8 (Jennifer Eight)
- 1992: Der Reporter The Public Eye
- 1993: Wild Palms (Fernsehserie, 5 Folgen)
- 1993: Demolition Man
- 1993: Der Kidnapper (Father Hodd)
- 1994: Visitors – Besucher aus einer anderen Welt (Roswell, Fernsehfilm)
- 1994: Die Verurteilten (The Shawshank Redemption)
- 1995: Ace Ventura – Jetzt wird’s wild (Ace Ventura: When Nature Calls)
- 1995: Dolores (Dolores Claiborne)
- 1996: Operation: Broken Arrow (Broken Arrow)
- 1996: Glimmer Man (The Glimmer Man)
- 1997: Elvis und der Präsident (Elvis Meets Nixon, Fernsehfilm)
- 1997: Mitternacht im Garten von Gut und Böse (Midnight in the Garden of Good and Evil)
- 1998: Outer Limits – Die unbekannte Dimension (The Outer Limits, Fernsehserie, Folge 4x02 The Hunt)
- 1998: Ally McBeal (Fernsehserie, Folge 1x23 These Are the Days)
- 1998: Patch Adams
- 1999: Bats – Fliegende Teufel (Bats)
- 2000: Der Sturm (The Perfect Storm)
- 2000: Die Nominierung (Running Mates)
- 2001: 61*
- 2002: Boat Trip
- 2002: Ein Hauch von Himmel (Touched by an Angel, Fernsehserie, Folge 9x05 A Feather on the Breath of God)
- 2003: CSI: Den Tätern auf der Spur (CSI: Crime Scene Investigation, Fernsehserie, Folge 3x22 Play with Fire)
- 2003–2004: Für alle Fälle Amy (Judging Amy, Fernsehserie, 3 Folgen)
- 2004: Judas und Jesus (Judas, Fernsehfilm)
- 2004: I Heart Huckabees
- 2004: Monk (Fernsehserie, Folge 3x08 Mr. Monk and the Game Show)
- 2004–2006: Desperate Housewives (Fernsehserie, 10 Folgen)
- 2005: Nip/Tuck – Schönheit hat ihren Preis (Nip/Tuck, Fernsehserie, 3 Folgen)
- 2006: E-Ring – Military Minds (E–Ring, Fernsehserie, 3 Folgen)
- 2007: Das perfekte Verbrechen (Fracture)
- 2007: Dead Silence
- 2007: Pandemic – Tödliche Erreger (Pandemic, Fernsehfilm)
- 2007: Nur die Liebe hilft (Numb)
- 2007–2010: 24 (Fernsehserie, 31 Folgen)
- 2008: Das Lazarus-Projekt (The Lazarus Project)
- 2008: 24: Redemption (Fernsehfilm)
- 2010–2016: Royal Pains (Fernsehserie, 12 Folgen)
- 2010: The Mentalist (Fernsehserie, Folge 2x20 Red all over)
- 2011: Bulletproof Gangster (Kill the Irishman)
- 2011: Der Mandant (The Lincoln Lawyer)
- 2011: Criminal Minds: Team Red (Criminal Minds: Suspect Behavior, Fernsehserie, Folge 1x11 Strays)
- 2011: Family Guy (Fernsehserie, Folge 10x8 Cool Hand Peter)
- 2012: Get the Gringo
- 2012: Argo
- 2012: Back in the Game (Trouble with the Curve)
- 2013: Runner Runner
- 2014: New Girl (Fernsehserie, 1 Folge)
- 2015: Marvel’s Daredevil (Fernsehserie, 9 Folgen)
- 2015: 69 Tage Hoffnung
- 2016: The List
- 2017: Trial & Error (Fernsehserie, 6 Folgen)
- 2018: Unbroken: Weg der Vergebung (Unbroken: Path to Redemption)
- 2018: The Blacklist (Fernsehserie, zwei Folgen)
- 2019: Elementary (Fernsehserie, 1 Folge)
- 2021: Ghostbusters: Legacy (Ghostbusters: Afterlife)
- 2024: The Inheritance
- 2024: Purgatory Station

## Auszeichnungen
- 1981: Clarence Derwent Award für How I Got That Story